# Gunnbjörn Ulfsson
Gunnbjörn Ulfsson (n. 885) fue un explorador noruego, colono en Islandia que vivió en Meðalfell, Reynivellir, Kjósar; también conocido como Gunnbjörn Ulf-Krakuson, se cree que fue el primer europeo en llegar a Groenlandia.
Él y su tripulación avistaron las islas cercanas de la costa de Groenlandia, divulgando este hallazgo, pero Ulfsson no desembarco en ninguna isla, y ese territorio se bautizó como Gunnbjarnarsker (o Gunnbjarnareyjar). Entre los historiadores, la identificación de esa zona se corresponde al archipiélago oriental de Sermiligaq, cerca de Angmagssalik.
Groenlandia es física y culturalmente parte de Norteamérica (está separada de la isla de Ellesmere solamente por un pequeño estrecho), así que esto constituiría el primer contacto establecido definitivamente entre Europa y Norteamérica.
No se sabe la fecha exacta de este primer contacto. Varias fuentes citan fechas que se extienden a partir del 876 a 932, pero son poco más que conjeturas.
La primera visita útil a las islas de Ulfsson fue realizada por Snaebjörn Galti alrededor de 978, seguido después por Erik el Rojo, que también exploró la isla principal de Groenlandia, y pronto se estableció en ella. Pero ni Galti ni Erik navegaban sin rumbo; conocían bien la localización divulgada por Ulfsson.